# Патриарший мост
Патриарший мост — пешеходный мост через Москву-реку. Соединяет территорию храма Христа Спасителя и Пречистенскую, Берсеневскую и Якиманскую набережные. Открыт в 2004 году.

## История
Строительство моста было начато в 2002 году, открытие состоялось в сентябре 2004-го. На его обеих сторонах установлены памятные доски со следующим текстом: «Патриарший мост сооружён в 2004 году по проекту архитектора М. М. Посохина, художника З. К. Церетели и инженеров А. М. Колчина, О. И. Чемеринского». На момент открытия мост соединял храм Христа Спасителя с Берсеневской набережной. 14 июня 2005 года постановлением столичного правительства мосту было присвоено название «Патриарший».
В 2006 году правительство города приняло решение о продлении моста до улицы Большая Якиманка. Заказчиком строительства являлись инжиниринговая компания «Москапстрой» и дорожно-строительная компания «УКС ИКСиД», а генподрядчиком — корпорация «Трансстрой». 1 сентября 2007 года состоялось открытие новой части моста. В 2008 году в районе схода на Берсеневскую набережную мост был снабжён наружным лифтом, а также снегосплавным пунктом с резервуаром для приёма снежной массы.
С 2009 года Патриарший мост входит в состав туристической зоны «Золотое кольцо Москвы». В этом же году, согласно постановлению мэра Москвы Юрия Лужкова, с двух сторон моста были установлены мемориальные доски с текстом: «Патриарший мост в память Святейшего Патриарха Московского и всея Руси Алексия II (1929—2008)».
C 2008 по 2011 год президент Дмитрий Медведев записывал на мосту свои новогодние обращения.
В 2017 году московскими властями было принято решение об открытии аллеи патриархов: планируется установить 16 скульптур, изображающих всех глав РПЦ, начиная с патриарха Иова и до Алексия II. Одним из рассматриваемых мест установки является Патриарший мост. В этом случае памятники будут расположены в одну линию, либо по обе стороны моста вдоль пешеходных дорожек. Реализация проекта запланирована на ноябрь 2017 года и будет приурочена к 100-летию возрождения патриаршества.
20 июля 2017 года на заседании Градостроительной земельной комиссии Москвы было принято решение о разработке проекта планировки пространства под Патриаршим мостом. Планируется обустроить пространство площадью 2,1 га, где расположат места для музейных и выставочных объектов, а также заведения общепита.

## Расположение
Мост расположен недалеко от станции метро «Кропоткинская». Он соединяет Пречистенскую набережную с Берсеневской, пересекает Болотный остров на уровне десяти метров над землёй, а потом и Водоотводный канал, заканчиваясь на Якиманской набережной. Рядом с мостом расположены два причала для прогулочных судов: «Патриарший мост» («Храм Христа Спасителя») на левом берегу реки Москвы и «Театр Эстрады» напротив него.
С моста открывается вид на Кремль, Дом на набережной, Центральный дом художника, храм Христа Спасителя, Болотный остров, памятник Петру I работы Зураба Церетели, Болотную площадь, парк Горького, Большой Каменный мост (ниже по течению), а также Крымский и Андреевский мосты (выше по течению).

## Конструкция
По своей конструкции мост является арочным, однопролётным. Длина — 203 метра, ширина пролёта — 105 метров, ширина судового хода в пролёте — 54 метра, высота пролёта в пределах судового хода — 12,5 метра. Стилобатная часть поднята над уровнем поверхности Болотного острова на 10 метров. Мост стилизован под традиционную архитектуру мостов XIX века. Сооружение велось нестандартным способом: фермы моста собирались вдоль обоих берегов реки, а затем при помощи поворотных механизмов они были развёрнуты навстречу друг другу и соединены.
В тёмное время суток мост освещается более 200-ми светильниками, 500-ми прожекторами и светодиодами. Для подсветки нижней поверхности моста были использованы колорченджеры — оборудование для автоматической смены цветов, светильники рассеянного света с системой цветосмешения RGB. Управляющая программа настроена таким образом, что светильники постепенно меняют цвет своих лучей. Арки меняют цвет на зелёный, фиолетовый, синий, красный и белый с промежутком около 15 секунд.

## Галерея
- Вид на храм Христа Спасителя с моста, 2006
- Ограда Патриаршего моста, 2011
- Вид на Патриарший мост с храма Христа Спасителя, 2012
- Фонари на Патриаршем мосту, 2015